# 諏訪神社 (松本市今井)
諏訪神社（すわじんじゃ）は、長野県松本市今井にある神社である。大正4年（1915年）の神社合併において、諏訪神社に八坂神社、八幡神社の三柱が合祀されている。そのため、拝殿の裏には本殿が3つ用意されている。
また、同時に以下の神社を合祀
- 境内社　学神社　　祭神　思兼命
- 境内社　胸肩社　　祭神　田心姫命
- 境内社　春日社　　祭神　天児屋根命
- 八幡社境内社　胸肩社　　祭神　田心姫命
- 鳴神社　　祭神　鳴雷神
- 山神社　　祭神　大山祇命
- 山神社　　祭神　大山祇命

## 境内の建造物
- 諏訪神社本殿

棟札によると寛延三年（1750年）「七月諏訪大明神御本殿を造立し奉る」とあり、棟梁は諏訪郡東住渡辺氏綱政となっている。形式は一間社流造で、2・6間×2間である。屋根は銅板葺であり、側面の桁と桁の間に蛙股があり他の社殿にはあまり見掛けない形式である。棟に3個の紋章があり、中央は日の形、左右には諏訪神社の神紋である梶葉紋がある。
御神体は金属製の御幣であり、その他神宝が蔵められている。
- 八幡社本殿

棟札に寛政二庚戌年（1790年）「八幡宮宝殿造立大工棟梁木曽宮越幅邑狩戸方與右衛門則道」とある。形式は一間社流で広さは2間×1・3間である。屋根は銅板葺で棟に紋があり中央は太陽、向かって右は五三の桐、左は一六弁の菊である。彫刻は側面の妻の部分は波の模様・桁の上は龍、正面向拝の頭貫の上は羽を広げて舞う鶴である。向拝の海老虹梁はその曲線も彫りものも優れた技巧を見せている。
- 八坂神社本殿

棟札に嘉永四辛亥年（1851年）「牛頭天皇御本殿立て替え奉る」とあり、大工棟梁増蔵以下が記されている。形式は一間社流造で、広さ1・5間×1・3間である。屋根は銅板葺で神楽殿側面後方い袖垣がついており、竹に雲が彫られている。棟に紋があり、中央は太陽左右には丸に四方木瓜の紋がついている。また側面の妻の部分には花の文様、向拝頭貫の上には龍の彫刻がある。
- 拝殿

昭和22年9月27日竣工。正面6間、奥行き2間である。これは三社の拝殿となっているので、正面は三部に分かれている拝殿にいつも左右神様とよばれる随神像と紙張の狛犬が置かれている
- 神楽殿

万延元年（1860年）に立て替えられたもので、入母屋造瓦葺で軒が深く屋根が四方に張り出し、どっしりとしながら舞殿にふさわしい優美さがある。広さは5・5間×3・5間で回廊がついておりこの地方では規模の大きいものである。本殿側の柱は隅柱をのこして取り外せるようになっている。また、湯立ての神事用の炉ももうけられている。
- 社務所

大正4年の神社合併につき、八坂神社拝殿を移転し、諏訪神社参道の南側に建設した。また、克勝手を増築して社務所とした。
- 鳥居

高さ2間3尺、開き2間。屋根は銅板葺
- 社標

昭和5年4月建立
- 宝蔵蔵

昭和15年（1940年）重要書類保存のため建設。大工は村山伊一氏、左官は上條占一氏
・保管重要書類（松本市指定の文化財）
済口証文・絵図・山論関係文章・検地帳・宗門帳・用水関係文章・新開切添規定書・今井学校関係文書等209件の文章類
・その他保管書類
祭寄付帳など比較的新しいもの
・棟札や提灯等の神社関係物品
- 太鼓蔵

- 五つ灯籠蔵

2間×3間土蔵造瓦葺。四棟ありそれぞれ東西南北の文字が書かれている
- 他

石灯籠4竿、形見石、句碑、水道開通記念碑など

## 神主
現在ここには責任の神職はいないが、山形村の小林安視神官が来てくれている。小林氏は全８社の神職をつとめている。小林氏はまだ一代で以前は梶原氏が代々神主をつとめてきた。この神主が他出したため小林氏が受け持ったのである。
梶原氏明治初年まで下今井諏訪神社の傍におり、今井の各神社（今は合祀された神社を含む）の神主をつとめ飛騨国一宮水無神社の神主でもあったようである。享保より明治まで八代の碑が境内にある

## 例大祭
9月の第4日曜日に行われる。前日の宵祭りと当日の本祭りで氏子の少女による浦安の舞が奉納されるほか、本祭りの最後に御神馬の後を氏子の少年が旗をもって境内を練り歩く「馬追い」などが行なわれる。

## 兼平の形見石
源義仲（木曽義仲）の側近で、四天王のひとりとされる今井兼平にかかわる石碑とされている。明治元年に林の中から発見され、八幡神社に運ばれた後、大正4年に合祀したさいに現在の場所に移された。

## 顕彰句碑
大正末期に上水道の施設に貢献された清水瓢左巡査に感謝の意を込めて作られた句碑である。清水瓢左巡査の「ひとさおのうるほひうれし秋の水」という一句が記されている。